# Rhantus englundi
Rhantus englundi är en skalbaggsart som beskrevs av Michael Balke och Ramsdale 2006. Rhantus englundi ingår i släktet Rhantus och familjen dykare. Inga underarter finns listade i Catalogue of Life.